# Porwania toruńskie
Porwania toruńskie – seria uprowadzeń i zastraszeń działaczy podziemnej Solidarności, przeprowadzonych w lutym i marcu 1984 w okolicach Torunia przez specjalną grupę operacyjno-śledczą Służby Bezpieczeństwa, występującą pod nazwą Organizacja Anty-Solidarność.
W ich wyniku porwano Piotra Hryniewicza, Gerarda Zakrzewskiego, Antoniego Mężydłę i jego żonę Zofię Jastrzębską.
W czasie procesu sprawców w 1991 Marek Kuczkowski, jeden z inicjatorów porwań, utrzymywał, że Piotr Hryniewicz był tajnym współpracownikiem SB i cała akcja miała jedynie na celu uwiarygodnienie agentów bezpieki w podziemiu solidarnościowym. Historyk Wojciech Polak określił tę tezę jako krzywdzącą dla Hryniewicza dezinformację.